# Anna Siewierska (politolożka)
Anna Maria Siewierska (do 2023 Siewierska-Chmaj) – polska politolożka, dr hab. nauk społecznych, profesor nadzwyczajny Uniwersytetu Rzeszowskiego. Felietonistka „Polityki”. W latach 2018–2021 rektorka Wyższej Szkoły Europejskiej im. ks. Józefa Tischnera w Krakowie.

## Życiorys
W latach 2000–2018 pracowała jako wykładowczyni w Katedrze Nauk o Administracji Wyższej Szkoły Informatyki i Zarządzania w Rzeszowie, gdzie pełniła funkcję dyrektorki Instytutu Badań nad Cywilizacjami.
W 2005 roku otrzymała stopień naukowy doktora nauk humanistycznych w zakresie nauk o polityce na podstawie rozprawy doktorskiej Politologiczno-semantyczna analiza expose premierów Polski w latach 1919–2001, napisanej pod opieką Jerzego Chłopeckiego na Uniwersytecie Warszawskim.
W 2017 roku uzyskała stopień naukowy doktora habilitowanego w dziedzinie nauk społecznych w dyscyplinie nauk o polityce, na podstawie dorobku naukowego i monografii naukowej Mity w polityce. Funkcje i mechanizmy aktualizacji (Uniwersytet Kardynała Stefana Wyszyńskiego).
W latach 2018–2021 pełniła funkcję rektorki Wyższej Szkoły Europejskiej im. ks. Józefa Tischnera w Krakowie.
Od 2021 pracuje w Zakładzie Myśli Politycznej i Teorii Polityki Instytutu Nauk o Polityce Uniwersytetu Rzeszowskiego.
W 2024 została powołana w skład Rady Narodowego Programu Rozwoju Humanistyki.
Członkini m.in. Polskiego Towarzystwa Nauk Politycznych oraz Polskiego Towarzystwa Studiów Europejskich.

## Działalność naukowa
Jej badania dotyczą psychologii polityki, polityki migracyjnej i integracyjnej, języka polityki, mitologii politycznej oraz wpływu nowych mediów na politykę, szczególnie w zakresie radykalizacji i polaryzacji społecznej oraz populizmu.

## Nagrody i wyróżnienia
Za książkę Mity w polityce. Funkcje i mechanizmy aktualizacji (2016) nominowana do Nagrody Znaku i Hestii im. ks. prof. Józefa Tischnera (2017).
Za książkę Polityka strachu. Jak strach zabija demokrację (2023) nominowana w Ogólnopolskim Konkursie PTNP im. Prof. Czesława Mojsiewicza na Najlepszą Książkę o Tematyce Politologicznej (2023)

## Publikacje

### Książki
- Polityka strachu. Jak strach zabija demokrację, Wydawnictwo Adam Marszałek, Toruń 2023, ISBN 978-83-8180-771-5.
- Mity w polityce. Funkcje i mechanizmy aktualizacji, Oficyna Wydawnicza Aspra, Warszawa 2016, ISBN 978-83-7545-707-0.
- Polska polityka migracyjna. W poszukiwaniu nowego modelu (współautorzy: Rafał Matyja, Konrad Pędziwiatr), Wydawnictwa Uniwersytetu Warszawskiego, Warszawa 2015, ISBN 978-83-235-1767-2.
- Religia a polityka. Chrześcijaństwo, WUW, Warszawa 2013, ISBN 978-83-235-1343-8.
- Nepal. Od królestwa do republiki (współautor: Piotr Kłodkowski), Wydawnictwo WSIiZ, Rzeszów 2008, ISBN 978-83-60583-24-1.
- Język polskiej polityki. Politologiczno-semantyczna analiza expose premierów Polski w latach 1919–2004, Rzeszów 2006.

### Książki redagowane
- W pułapce wielokulturowości, Wydawnictwa Uniwersytetu Warszawskiego, 2016.
- Media mosaic: Modern media in the world, Konsorcjum Akademickie, Kraków 2012.
- Teoria, praktyka, etyka. O kształceniu dziennikarzy w Polsce i na świecie, Wydawnictwo WSIiZ, Rzeszów 2005.
- Współczesna Wieża Babel (współredaktor: Jerzy Chłopecki), Wydawnictwo WSIiZ, Rzeszów 2003.

### Artykuły
- When the state does not want to listen: Non-governmental organizations in the protection of women's reproductive rights (współautorzy: M. Michalczuk-Wlizło, B. Dziemidok-Olszewska), [w:] Women in Eastern European Post-Socialist Countries. Social, Scientific, and Political Lives, red. Agnieszka Kasińska-Metryka, Karolina Pałka-Suchojad, Routledge, London 2024.
- Nowe media w komunikowaniu politycznym, [w:] Komunikowanie polityczne w teorii i praktyce, red. P. Kuca, W. Furman, WUR, Rzeszów 2023.
- Internet-based micro-identities as a driver of societal disintegration (współautorzy: M. Kossowska, P. Kłodkowski i in.), „Humanities and Social Sciences Communications-Nature”, 10/1, 2023.
- Generational differences in values and patterns of thinking in the workplace (współautorki: Monika Kwiecińska, Katarzyna Grzesik, Anna Popielska-Borys), „Argumenta Oeconomica”, 2023 nr 1 (ISSN 1233-5835).
- Ideological counter-narrative as a response to fundamentalist ideology in Europe and South Asia. An analysis of selected cases in their cultural context and an outline of recommended activities (współautor: Piotr Kłodkowski), „The Polish Journal of the Arts and Culture. New Series”, 13/1, 2021 (ISSN 2450-6249).
- Pandemia a różnice kulturowe. Wybrane przykłady ze świata islamu i hinduizmu, [w:] Człowiek w obliczu pandemii. Psychologiczne i społeczne uwarunkowania zachowań w warunkach kryzysu zdrowotnego, red. M. Kossowska, N. Letki, T. Zaleśkiewicz, S. Wichary, Smak Słowa, Sopot 2020.
  - wersja angielska: Pandemic and Cultural Differences: Examples from Islam and Hinduism, [w:] Human Behaviour in Pandemics: Social and Psychological Determinants in a Global Health Crisis, red. M. Kossowska, N. Letki, T. Zaleśkiewicz, S. Wichary, Routledge, London 2022.
- Introduction, [w:] In/Exclusions: Social Responsibility of Institutions, red. R. Majka, M. Różalska, A. Treska-Siwoń, Copernicus Center Press, Kraków 2020.
- O koncepcji ideologicznej kontrnarracji wobec przesłania fundamentalizmu islamskiego (współautor: Piotr Kłodkowski), „Sprawy Międzynarodowe” 72/1, 2019, (ISSN 0038-853x).
- Populizm, post-prawda i fake news w czasach globalności, „Kultura–Historia–Globalizacja”, 23, 2018 (ISSN 1898-7265).
- BREXIT z Polonią w tle. Antypolskie nastroje w Wielkiej Brytanii w świetle psychologicznych teorii relacji międzygrupowych, „Studia Politologiczne”, 45, 2017, s. 314–326 (ISSN 1640-8888).
- Nowe media, postprawda i populizm, czyli dlaczego millenialsi odwracają się od demokracji, [w:] Nauki o mediach i komunikacji społecznej. Krystalizacja dyscypliny w Polsce. Tradycje, nurty, problemy, rezultaty, Aspra, Warszawa 2017.
- Europa wartości z perspektywy polityki wielokulturowej, [w:] W pułapce wielokulturowości, WUW, Warszawa 2016.
- Pokusa nadużycia w kontekście polityki migracyjnej i wielokulturowej wybranych państw Unii Europejskiej, „Studia Polityczne”, 2016 nr 2, s. 73–86 (ISSN 1230-3135).
- Mit polityczny jako narzędzie dyplomacji publicznej i element stosunków międzynarodowych, „Kultura i Polityka”, 17, 2015, s. 52–64 (ISSN 1899-4466).
- Mityczno-symboliczny paradygmat etniczności Johna A. Armstronga, „Sprawy Narodowościowe. Seria nowa”, 46, 2015, s. 64–71 (ISSN 1230-1698).
- Mitologia polityczna współczesnej Ukrainy (współautorka: Iryna Bilousova), „Studia Politologiczne”, 38, 2015, s. 185–203 (ISSN 1640-8888).
- Національна самоідентифікація громадян України в контексті політичної міфології Євромайдану (współautorka: Iryna Bilousova), „Держава і Право”, 68, 2015, s. 78–88. ISSN 1563-3349.
- Tożsamość wykreowana. O budowaniu tożsamości we współczesnym świecie, [w:] Teraźniejszość totalna. Tezy o współczesności. Profesor Jerzy Chłopecki in memoriam, red. A. Rozmus, WUW, Warszawa 2015.
- Globalizacja fundamentalizmu, „Kultura–Historia–Globalizacja”, 13, 2013, s. 123–134.
- The world's most dynamic media market. Media in India, [w:] Media Mosaic. Modern Media in the World, red. A. Siewierska-Chmaj, Konsorcjum Akademickie, Rzeszów 2012.
- Wielokulturowa uczelnia, [w:] Wykładowca doskonały. Podręcznik nauczyciela akademickiego, red. Andrzej Rozmus, Wolters Kluwer, Warszawa 2010 (wyd. II rozszerzone 2013).
- Polityczny mit Okrągłego Stołu, [w:] Media a rok 1989. Obraz przemian i nowe zjawiska na rynku red. Ł. Szurmiński, Instytut Dziennikarstwa Uniwersytetu Warszawskiego, Warszawa 2010.
- Eschatologia, mesjanizm i polityka, „Sprawy Narodowościowe. Seria Nowa”, 37, 2010, s. 49–59.
- World's Most Dynamic Media Market: The Media in India, „Global Media Journal”, wiosna/jesień 2010, s. 1–16.
- Mit polityczny jako fundament ideologii. Próba analizy, [w:] Przekazy polityki, red. A. Siewierska-Chmaj, J. Chłopecki, Konsorcjum Akademickie WSIiZ, WSE, WSZiA, Kraków 2009.
- Od języka pokoju do języka wojny. O radykalizacji języka polskiej polityki, [w:] Poza barierą czasu i przestrzeni. Księga jubileuszowa dla Jerzego Chłopeckiego, red. A. Rozmus, Rzeszów 2007.
- Co z tym dziennikarstwem, [w:] Teoria, praktyka, etyka. O kształceniu dziennikarzy w Polsce i na świecie, red. A. Siewierska-Chmaj, Wydawnictwo WSIiZ, Rzeszów 2005.
- O języku polityki, [w:] Współczesna Wieża Babel, red. J. Chłopecki, A. Siewierska-Chmaj, Wydawnictwo WSIiZ, Rzeszów 2003.
- Ojczyzna, naród, społeczeństwo – funkcjonowanie terminów w expose premierów Polski w latach 1919–2001, „Studia Medioznawcze”, 4 (14), 2003, s. 74–97.